# Atlétiko Flamingo
Atlétiko Flamingo (auch: SV Atlétiko Flamingo) ist ein im Jahr 2008 gegründeter Fußballverein aus Nikiboko auf der Insel Bonaire und spielt in der Saison 2015 in der Bonaire League, der höchsten Spielklasse des Fußballverbands von Bonaire.